# Tobías Medina
Tobías Medina (Buenos Aires, Argentina; 3 de marzo de 2004) es un futbolista argentino. Juega de volante central, extremo izquierdo o delantero y su equipo actual es Rio Ave de la Primeira Liga de Portugal. Ha sido internacional con la Selección Argentina Sub-15, Sub-16 y Sub-17.

## Trayectoria

### San Lorenzo
Arribó al club en 2010 a los 6 años. Tras pasar por las divisiones inferiores del club, donde portó el dorsal 11, debutó en reserva en 2022 siendo el 10 y, el 23 de marzo de 2023, firmó su primer contrato profesional hasta diciembre de 2025.
Por primera vez fue convocado para un partido el día 16 de julio del 2023 en el triunfo ante Belgrano 1-0, mas no lograría ingresar por la vigesimoquinta fecha de la Liga Profesional 2023. Ante ese mismo rival, un mes y diez días después se dio su debut profesional de la mano de Rubén Darío Insúa, por la segunda fecha de la Copa de la Liga 2023 en el empate 2-2: ingresó desde el banco de suplentes con la 34 en la espalda reemplazando a Carlos Alberto Sánchez durante los últimos 9 minutos de partido.
Durante el resto del año fue convocado cinco veces más en la Copa de la Liga, ninguna en la Copa Sudamericana y una en la Copa Argentina, sin lograr ingresar en ninguno de estos partidos.
En el 2024, todavía con Rubén como entrenador, empezó a tener más consideración y a ser parte del equipo titular en varias oportunidades. La primera vez que partió de arranque en un partido fue ante Vasco da Gama por un amistoso en lo que fue derrota 0-1. Repitió titularidad ante Estudiantes por la quinta fecha de la Copa de la Liga 2024 en el empate 1-1. También, logró debutar en la Copa Libertadores ante Independiente Del Valle en la derrota 0-1 por la segunda fecha del Grupo F el 10 de abril. Además, también disputó su primer partido de titular por Copa Argentina en los treintaidosavos ante Independiente Chivilcoy en el triunfo 1-0. Durante todo el primer semestre, duro para El Ciclón, Tobías logró estar más tenido en cuenta por el DT hasta que fue despedido el 11 de abril y llegó Leandro Romagnoli, quien lo había dirigido en la reserva. Con la nueva conducción de Leandro, Medina siguió siendo convocado e incluso fue, por primera vez, titular en la Libertadores en la tercera fecha del Grupo F en la derrota 0-1 ante Liverpool y en el debut de la Liga Profesional 2024 en la derrota ante el mismo resultado con Riestra, jugando todo el primer tiempo. Sin embargo, lentamente empezó a ser más relegado y cada vez jugando menos tiempo, sin poder disputar ni quince minutos debido a la competencia en el puesto con Cristian Nahuel Barrios y Matías Reali.
Su último partido con la camiseta de Los Cuervos se daría el 9 de julio de 2024, en un amistoso ante Peñarol triunfando 2-0, jugando los últimos 7 minutos. Tras varias especulaciones sobre una venta a Rosario Central o posible préstamo a Talleres, descartado por él mismo pese a que muchos periodistas lo daban por hecho, se fue vendido al Rio Grande. Se despidió del club vía Instagram en un sentido mensaje, donde agradecía a la institución, entrenadores, preparadores físicos, utileros, cocineros y cocineras, así como a sus compañeros. Su transferencia se daría en 1.500.000 euros (más 200.000 en objetivos) y un 20% de la plusvalía de una futura venta por el 100% de la ficha.

### Rio Ave
Confirmado el 4 de agosto, despidiéndose el 8 y presentado el 12 del mismo mes con los Vilacondenses, Tobías Medina firmó contrato hasta 2028. Con esta transferencia realizada, deja el fútbol argentino y da su primer paso en el fútbol portugués.
Al ser presentado, Tobías confesó que era un nuevo desafío fuera de su continente, país y casa pero que estaba muy contento, teniendo muchas ganas y considerándolo un grande e importante paso en su carrera. También destacó el gran recibimiento por parte del plantel, agradeciéndoles y destacando que daría lo mejor de sí para el equipo.17 días después de ser oficializado por el club, desde la página web se develó su nuevo dorsal: el 27.
Su primera concentración con Rio Ave se daría el 1 de septiembre en el triunfo ante Arouca 1-0 por la cuarta fecha de la Primeira Liga 2024-25, mas no lograría ingresar. Repetiría convocatoria trece días después, el 14 de septiembre en la derrota ante AVS por 0-1 disputando la quinta fecha pero, como en el partido pasado, no tuvo la oportunidad de jugar. Corrió la misma suerte que los dos casos anteriores el 21 de septiembre en el empate ante Estoril por 2-2 en la sexta fecha. Tras dos partidos sin ser convocado volvió a la nómina el 19 de octubre en el triunfo ante Atlético CP por 3-1 en la tercera ronda de la Taça de Portugal, pero sin la chance de sumar minutos.
Después de todas estas convocatorias fallidas, debutaría entrando desde el banco de suplentes el 27 de octubre en la derrota 0-5 ante Benfica por la fecha nueve. Ingresó en el minuto 61 reemplazando a Kiko Bondoso durante los últimos 32 minutos de partido.
Tras pasar dos partidos en el banco, su primera vez de titular en el club se daría el 23 de noviembre en el triunfo 4-2 por penales tras empatar 2-2 ante Alverca por la cuarta ronda de la Taça de Portugal. En ese partido, jugó 46 minutos y fue amonestado: fue reemplazado por Valentim Ferreira de Sousa.

## Selección nacional

### Categoría sub-15
En 2019 fue convocado para disputar el Sudamericano Sub-15 Paraguay 2019, jugando seis partidos sin anotar goles y saliendo subcampeón.

### Categoría sub-16
Durante el 2019 y 2020, fue convocado en cuatro partidos amistosos con La Argentinita (ante Brasil, siendo suplente, Francia, Argelia y México).

### Categoría sub-17
También fue convocado por Pablo Aimar, junto con sus compañeros de club Santiago Torres, Agustín Giay y Tomás Porra, a la Selección Sub-17 para disputar el Sudamericano Sub-17 Perú 2019, donde salieron campeones con gol suyo incluido ante Paraguay.

#### Participaciones en torneos con Selecciones juveniles
| Torneo                   | Sede     | Resultado  | Partidos | Goles | Asistencias |
| ------------------------ | -------- | ---------- | -------- | ----- | ----------- |
| Sudamericano Sub-15 2019 | Paraguay | Subcampeón | 6        | 0     | 0           |
| Sudamericano Sub-17 2019 | Perú     | Campeón    | 9        | 1     | 0           |

## Estilo de juego
Declarado por el propio Toto al ser presentado con los Rioavistas, se define como un jugador izquierdo que le gusta el 1 contra 1, asociarse con sus compañeros. También se ve a sí mismo con buena técnica que da siempre lo mejor para el equipo.

## Estadísticas

### Clubes
- Actualizado al último partido disputado el 30 de noviembre de 2024.

| Club                  | Div.          | Temporada     | Liga  | Liga  | Liga   | Copas nacionales | Copas nacionales | Copas nacionales | Copas internacionales | Copas internacionales | Copas internacionales | Total | Total | Total  |
| Club                  | Div.          | Temporada     | Part. | Goles | Asist. | Part.            | Goles            | Asist.           | Part.                 | Goles                 | Asist.                | Part. | Goles | Asist. |
| --------------------- | ------------- | ------------- | ----- | ----- | ------ | ---------------- | ---------------- | ---------------- | --------------------- | --------------------- | --------------------- | ----- | ----- | ------ |
| San Lorenzo Argentina | 1.ª           | 2023          | 0     | 0     | 0      | 1                | 0                | 0                | 0                     | 0                     | 0                     | 1     | 0     | 0      |
| San Lorenzo Argentina | 1.ª           | 2024          | 2     | 0     | 0      | 9                | 0                | 0                | 5                     | 0                     | 0                     | 16    | 0     | 0      |
| San Lorenzo Argentina | Total club    | Total club    | 2     | 0     | 0      | 10               | 0                | 0                | 5                     | 0                     | 0                     | 17    | 0     | 0      |
| Rio Ave Portugal      | 1.ª           | 2024          | 2     | 0     | 0      | 1                | 0                | 0                | 0                     | 0                     | 0                     | 3     | 0     | 0      |
| Rio Ave Portugal      | Total club    | Total club    | 2     | 0     | 0      | 1                | 0                | 0                | 0                     | 0                     | 0                     | 3     | 0     | 0      |
| Total carrera         | Total carrera | Total carrera | 4     | 0     | 0      | 11               | 0                | 0                | 5                     | 0                     | 0                     | 21    | 0     | 0      |

## Palmarés

### Títulos internacionales
| Título                   | Equipo                       | Sede | Año  |
| ------------------------ | ---------------------------- | ---- | ---- |
| Sudamericano Sub-17 2019 | Selección Argentina (sub-17) | Perú | 2019 |